# Hou Xuan
Pour les articles homonymes, voir Hou (homonymie).
Officier sous Han Sui. En l’an 211, il accompagna Han Sui dans sa rébellion contre Cao Cao et participa à l’occupation de la Passe de Tong. Toutefois, après que l’ennemie ait brisé la ligne de défense sur la rivière Wei, Ma Chao envoya Hou Xuan négocier une trêve en échange d’une cession de territoire. Ayant refusé la proposition, Cao Cao riposta et les forces de Ma Chao et Han Sui furent complètement défaites. 
Hou Xuan s’enfuit rejoindre Zhang Lu avec qui il offrit, en l’an 215, sa soumission à Cao Cao. Il reçut conséquemment un rang officiel de ce dernier.